# José Ignacio Grela
José Ignacio Grela fue un religioso dominico que tuvo una destacada participación en la Independencia Argentina y en la actividad política de su nación.

## Biografía

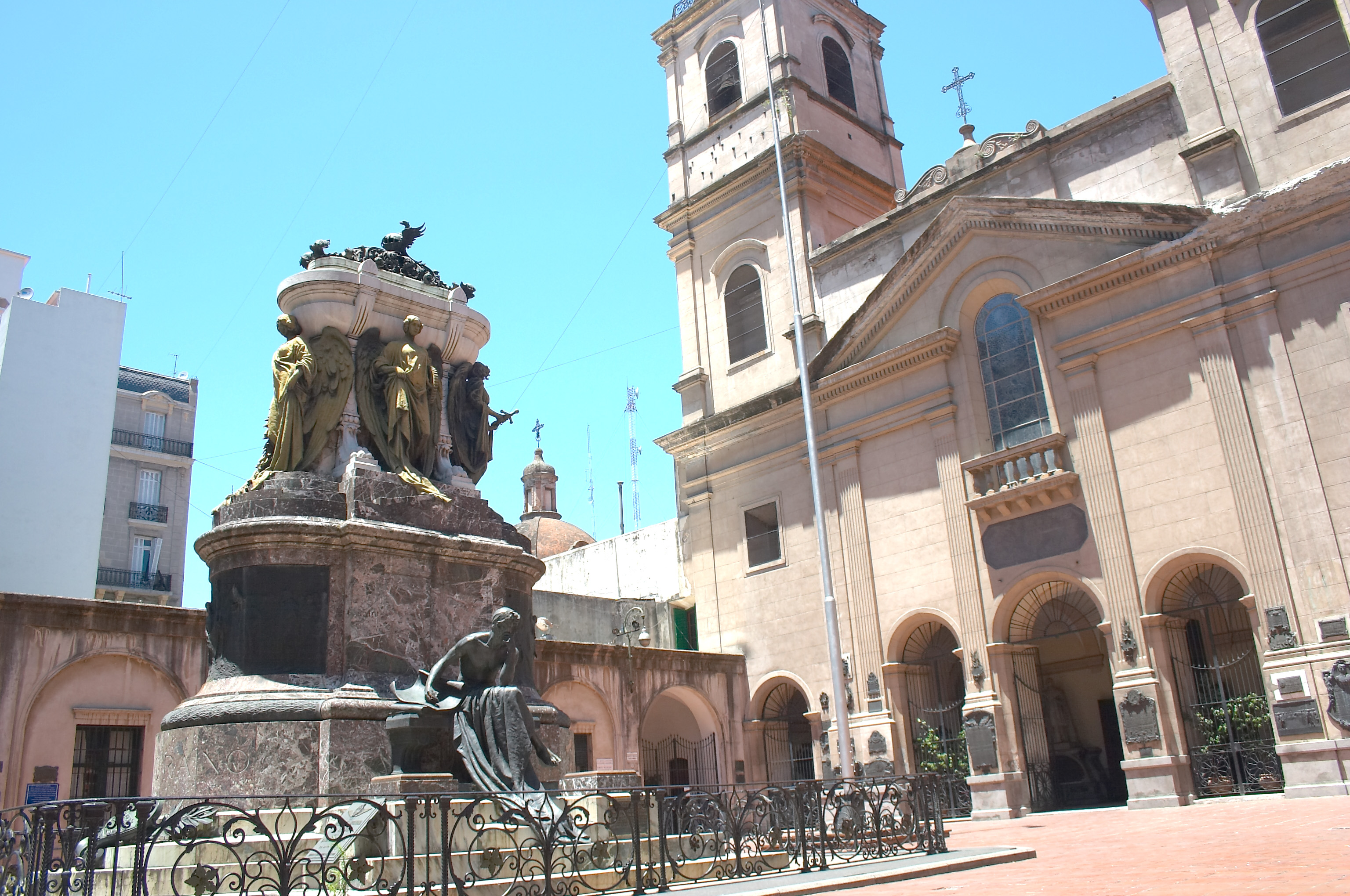
Convento de Santo Domingo (Buenos Aires).

José Ignacio Grela nació en Buenos Aires entre los años 1764 y 1765, hijo de Antonio Grela, natural de Galicia, y de Magdalena de Canelas.
A los 20 años ingresó al convento de los dominicos. Profesó el 2 de febrero de 1784 y recibió las órdenes sagradas en 1792, tras lo que pasó por poco tiempo a Corrientes y de allí a Asunción donde tras desempeñarse como lector y maestro de estudiantes, fue subprior, maestro de novicios, regente general de estudios y examinador sinodal. Dictaba las cátedras de artes, filosofía, derecho canónico, sacra escritura, apologética e historia general de la iglesia.
En 1794 el provincial de la orden, fray Manuel de Torres, le ordenó pasar a Buenos Aires, pero ante la solicitud del pueblo y cabildo de la ciudad permaneció en Asunción hasta marzo de 1796, en que se hizo efectivo el traslado.

### Invasiones Inglesas (1806-1807)
Durante la ocupación británica que siguió a la invasión de 1806, las autoridades religiosas (con la excepción del prior de los Betlemitas Hospitalarios fray Nicolás de San Miguel) presentaron al general William Carr Beresford un documento conciliador que fue considerado obra de Grela. En el mismo se expresaba que "Aunque la pérdida del gobierno en que se ha formado un pueblo suele ser una de las mayores desgracias, también ha sido muchas veces el primer pie de su gloria: no nos atrevemos a pronosticar el destino de la nuestra, pero sí a asegurar que la suavidad del gobierno inglés y las sublimes cualidades de V.E. nos consolarán de la que acabamos de perder."
El fraile abogó también desde el púlpito en favor del ocupante, lo que dio lugar a unos versos:

Si pensó el padre Prior
que ese Sr.General,
lo haría otra vez provincial
por meterse a adulador:
entienda que el tal Sr.,
detesta la adulación,
y quisiera que el sermón,
o su carta adulatoria,
la digera de memoria
en la boca de un cañón.

No obstante, tras la reconquista de la ciudad Grela predicó en las fiestas celebradas en el Convento de Santo Domingo como acción de gracias a la virgen del Rosario en ocasión de depositarse las cuatro banderas inglesas capturadas en la lucha con el invasor. Su Sermón predicado en la Iglesia de Predicadores de Buenos Ayres fue impreso por Santiago de Liniers.
En 1807, durante la segunda invasión, Grela tomó personalmente prisionero al coronel Denis Pack, jefe del Regimiento 71 y perjuro, salvando así su vida.
Tras la derrota de las invasiones, en 1808 se desempeñó en su comunidad como maestro de predicadores.

### Revolución de Mayo (1810)

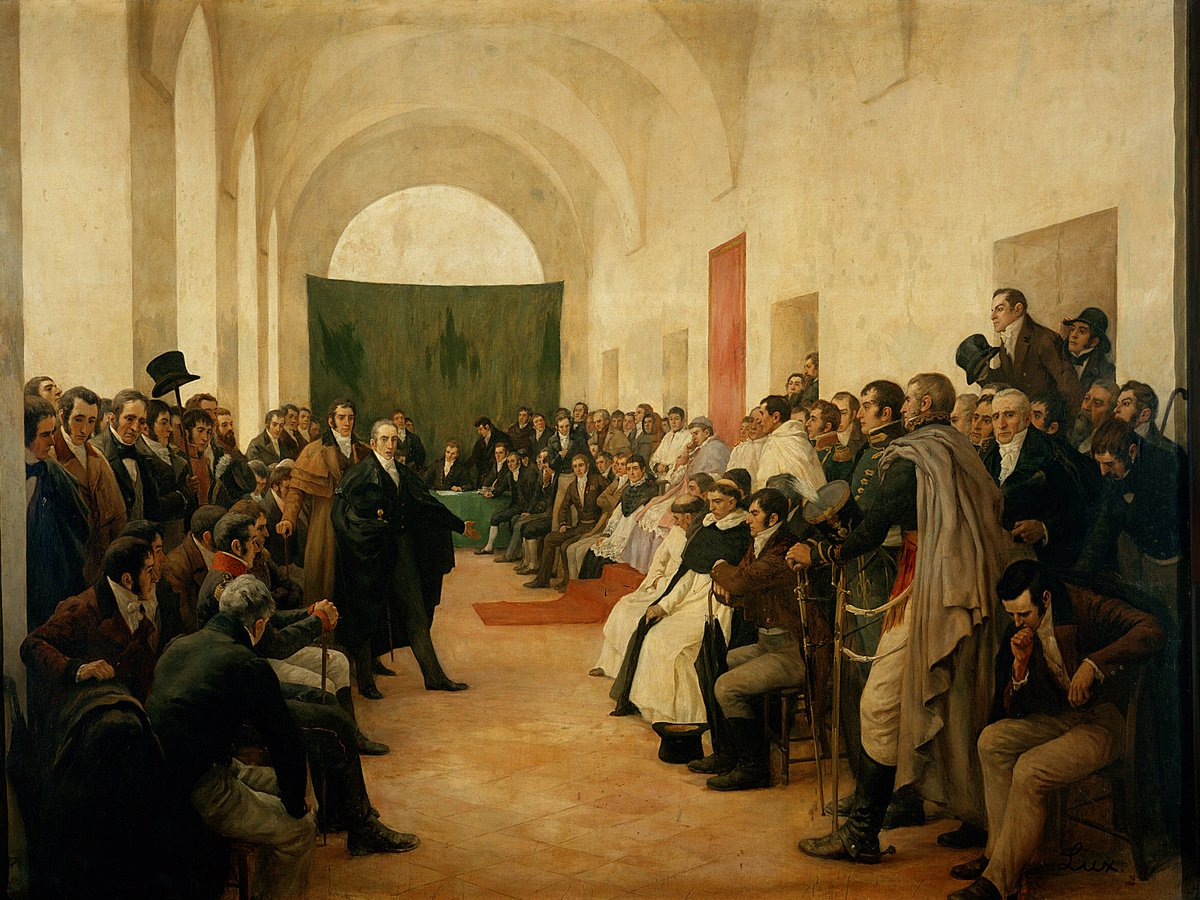
Cabildo abierto del 22 de mayo de 1810.

Hacia principios de 1810, entre los vecinos de Buenos Aires que se habían sumado al grupo de precursores del movimiento independentista (Agustín José Donado, Hipólito Vieytes, Nicolás Rodríguez Peña, Manuel Belgrano, Juan José Paso, Juan José Castelli, Manuel Alberti) y hablaban de independencia de manera más o menos abierta ya se contaban a Fray José Ignacio Grela, Francisco José Planes, Francisco Paso, Miguel Irigoyen, Domingo French, Juan Florencio Terrada, José Darragueira, Feliciano Chiclana, Antonio Luis Beruti, Juan José Viamonte, Tomás Guido, Buenaventura de Arzac, Felipe Cardoso, Vicente Dupuy, Francisco Mariano de Orma, Fray Juan Manuel Aparicio, entre otros. Las reuniones se realizaban en la casa de Vieytes en la calle Venezuela, en la de Nicolás Rodríguez Peña, en la calle Piedad tras de la iglesia de San Miguel, o en la quinta de Francisco Mariano de Orma.
Al activarse los planes patriotas que desembocarían en la Revolución de Mayo Grela fue con Domingo French y Antonio Luis Beruti uno de los principales agitadores del movimiento.

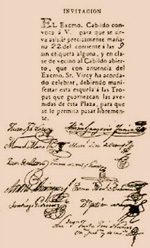
Invitación al Cabildo abierto del 22 de mayo.

Fue invitado al cabildo abierto del 22 de mayo de 1810 en reemplazo del padre provincial Isidoro Celestino Guerra quien se encontraba en el interior del país realizando la visita canónica de oficio a los conventos, y allí el "el Reverendo Padre Maestro Fray Ignacio Grela, del Orden de Predicadores" sostuvo "que ha fenecido la autoridad del Exmo. Sr. Virey: que esta debe recaer en el Exmo. Cabildo, hasta tanto que, reunido el pueblo por medio de los Representantes que el mismo elija, designe los sugetos que deben componer la Junta Gubernativa hasta la reunión de las provincias interiores".
La noche del 24 de mayo junto al mercedario Juan Manuel Aparicio arengó al pueblo bajo las galerías mismas del Cabildo y a soldados y oficiales en sus cuarteles.

### Junta y Triunvirato (1811-1812)
En la elección de diputados y consultores del cabildo porteño efectuada el 19 de septiembre de 1811 Grela fue el quinto más votado con 545 votos, después de Feliciano Antonio Chiclana (783), Juan José Paso (743), Manuel de Sarratea (616) y Marcos Salcedo (546) por lo que fue elegido diputado suplente por Buenos Aires a la nueva Junta Conservadora de la Soberanía de Fernando VII. Fue uno de los firmantes del primer Reglamento Orgánico dictado por la Junta Conservadora el 23 de octubre de 1810 y el 19 de noviembre de 1811, en pleno conflicto entre el Primer Triunvirato y la Junta , fue designado para integrar una comisión consultiva.
Cuando el Triunvirato, previo dictamen del Cabildo de Buenos Aires, rechazó el Reglamento Provisorio, el 12 de noviembre Grela en tanto firmante del mismo renunció a su representación considerando haber perdido "su concepto para con el pueblo", pero sin abandonar la actividad política.
Consolidado el Triunvirato, en los sucesos de ese año que motivaron la presentación de su renuncia por parte de Chiclana, Grela se opuso tenazmente a su aceptación.
Era amigo personal de José de San Martín e integró la Logia Lautaro, participando de los sucesos que en octubre de 1812 provocaron la caída del primer triunvirato: Las celdas de los dominicos Perdriel y Grela, de los franciscanos Chambo y Rodríguez, de los mercedarios Herrera y Aparicio, eran centros de agitación revolucionaria donde los hombres públicos de la época concurrían a discutir los intereses de la patria.

### Directorio (1815-1819)
En 1815 fue elegido provincial de su orden y en lo político obtuvo 3 votos en las elecciones realizadas para designar diputados al Congreso de Tucumán.
Al año siguiente el Director Supremo interino Antonio González Balcarce lo comisionó para conducir pliegos al Congreso, pero tras su destitución por la Junta de Observación, sus reemplazantes provisorios Francisco Antonio de Escalada y Miguel de Irigoyen dieron órdenes a Grela de regresar y entregar los oficios que portaba.
En la elección realizada en el cabildo el 1 de diciembre de 1817 a los efectos de designar electores de diputados, Grela obtuvo el segundo lugar después del arcediano Florencio Ramírez.
En el capítulo provincial efectuado por su orden en el año 1819, resultó elegido junto con otros dos religiosos para el tribunal de apelaciones contra disposiciones del provincial.

### De la Anarquía a Rosas (1820-1834)
En la revolución del 6 de marzo de 1820 contra el gobernador Manuel de Sarratea, en el marco de la Anarquía del Año XX, apoyó decididamente a su amigo el general Juan Ramón Balcarce, quien llegó a gobernar sólo una semana.
Dado que su tendencia política era claramente republicana y federal, era enemigo de los proyectos monárquicos que por convencimiento o conveniencia eran sostenidos por muchos en la época, entre ellos Bernardino Rivadavia. Tras asumir este último el gobierno, el 8 de agosto de 1822 participó de la protesta de la comunidad del convento de Santo Domingo con motivo de la reforma eclesiástica, reclamando que se les prohibía profesar y que los monasterios quedaban privados de sus fondos y rentas.
Aprobada pese a todo la reforma y ante la alternativa de tener que expatriarse, en 1823 optó por la secularización, que fue acordada por el provisor y gobernador del obispado doctor Mariano Zavaleta, siendo nombrado cura de San José de Flores el 17 de noviembre de dicho año.
En 1822 acusó ante la Junta Protectora de la Libertad de Imprenta al periódico El Lobera, de aparición anónima, porque al decir del cronista Juan Manuel Beruti era "tan pésimo, tan indigno y tan escandaloso que daba horror el leerlo, pues en él se sacaron las vidas privadas de los frailes de mayor respeto, y aún de algunos que habían muerto, nombrándolos por sus nombres y apellidos, tratándolos y sacándoles las faltas, a unos de borrachos, a otros de amancebados, a otros de ladrones asesinos, etc.".
Apoyó el partido del coronel Manuel Dorrego y en 1827 y 1828 integró la Legislatura que lo consagró gobernador. El 25 de noviembre de 1828 Grela fue nombrado Director de la Biblioteca Nacional. Tras el golpe del 1 de diciembre de 1828, fue separado durante el gobierno provisorio de Guillermo Brown pero tras la caída de Juan Lavalle, con el primer gobierno de Juan José Viamonte volvió al cargo que conservó hasta el 1 de noviembre de 1833.
Viamonte convocó a la Legislatura depuesta por Lavalle, la que con el voto decidido de Grela, el 8 de diciembre de 1829 proclamó a Juan Manuel de Rosas gobernador de Buenos Aires.
Falleció en Buenos Aires el 4 de abril de 1834.
Se lo describe como de temperamento fogoso y audaz, por lo que algunos lo llamaban el fraile Granizo. Bartolomé Mitre lo creía orador de púlpito y barricadas, agitador bullicioso de la plebe y Groussac afirmaba que la patria tiene con él una deuda de gratitud.
Fue dueño de grandes extensiones de tierra en el sur de la ciudad, heredadas de sus padres. Parte de esas tierras, una quinta en Barracas frente al actual Parque Lezama de algo más de 7 hectáreas, fue adquirida por Guillermo Brown en diciembre de 1812 por 1700 pesos, mientras que una inmensa parcela en la Boca del Riachuelo la vendió en 1817 al comerciante Diego Brittain como tierras baldías.